# Lynx (navegador web)
Lynx é um navegador web baseado em texto criado pela Universidade de Kansas, através de seu Grupo de Computação Distribuída e do Serviço Acadêmico de Computação. É capaz de exibir texto apenas, ideal para sistemas baseados em console ou com poucos recursos gráficos. Acompanha diversas distribuições de sistemas POSIX (Unix, Linux, etc) e VAX/VMS. Também existem versões para sistemas da Microsoft, como o MS-DOS e as variantes do Windows.
A navegação pelo Lynx é feita basicamente através das teclas de cursos (setas), que servem para deslocamento pelos links das páginas.